# Knut Johannesen
Knut Johannesen (n. 6 noiembrie 1933, Oslo, Norvegia) este un patinator de viteză ce a reprezentat Norvegia, medaliat olimpic. A participat la 3 ediții ale Jocurilor Olimpice (1956, 1960, 1964) în care a câștigat două medalii de aur, două medalii de argint și o medalie de bronz.